# Найдёныш
Найдёныш — остров в архипелаге Северная Земля. Административно расположен в Таймырском Долгано-Ненецком районе Красноярского края. Высшая точка — 44 метра, расположена на юге острова.
Находится у восточного побережья острова Октябрьской Революции и отделён от него проливом Узкий. Омывается морем Лаптевых.
На юге находится возвышенность более 40 метров. Местность острова равнинная. Высшая точка центральной части — 24 метра, севернее высо́ты достигают 31 метра. На северо-востоке находится небольшой полуостров, сложенный галечниками.
На севере острова имеется несколько крупных озёр, из которых вытекают ручьи.
Крайняя восточная точка острова — мыс Анучина, крайняя северная — мыс Якорь.
Ближайшие малые острова — остров Низкий, острова Матросские, остров Сухой и остров Малыш.

## Топографические карты
- Лист карты T-47-IV,V,VI о. Найдёныш. Масштаб: 1 : 200 000. Состояние местности на 1984 год. Издание 1992 г.